# Chrysococcyx minutillus
El cuclillo menudo o cuclillo bronceado pequeño (Chrysococcyx minutillus) es una especie de ave cuculiforme de la familia Cuculidae que vive en el Sudeste Asiático y Oceanía.

## Descripción
Es la especie de cuco más pequeña del mundo, con promedios de 15 cm de largo y 17 g de peso.

## Distribución y hábitat
Se encuentra en las selvas de Australia, Camboya, Indonesia, Malasia, Papúa Nueva Guinea, Singapur, Tailandia y Vietnam.

## Taxonomía
Se reconocen cuatro subespecies:
- C. m. barnardi
- C. m. misoriensis
- C. m. rufomerus
- C. m. russatus

A la subespecie rufomerus algunos le dan el estatus de especie aparte.